# Shirin
Shirín o Sherine (en grafía persa, شيرين) es un nombre persa de mujer, usado también por los árabes a causa de la conquista musulmana de Persia. Quiere decir «dulce» y, por extensión, «agradable», «simpática».